# Monitorização residencial de pressão arterial
A Monitorização Residencial da Pressão Arterial, cujo acrônimo é MRPA, é um método de análise do comportamento da pressão arterial, através da utilização de esfigmomanômetros automatizados, realizando medidas em domicílio, de forma descontínua, em geral por vários dias de uma semana.

## Definição
A Sociedade Brasileira de Cardiologia define a Monitorização Residencial da Pressão Arterial como "o registro da pressão arterial por método indireto, pela manhã e à noite, durante 5 dias, realizado pelo paciente ou outra pessoa treinada, durante a vigília, no domicílio ou no trabalho.".